# Villa Las Estrellas
Villa Las Estrellas (Il Villaggio delle Stelle o Amleto delle Stelle) è una cittadina cilena e stazione di ricerca sull'isola di re Giorgio all'interno della pretesa antartica cilena, il cosiddetto Territorio antartico cileno, e anche delle pretese antartiche argentina e britannica.
Il governo cileno ritiene che si tratti del comune di Antártica, della provincia di Antártica Chilena, nella regione di Magellano e dell'Antartide Cilena.
Si trova sulla base presidente Eduardo Frei Montalva, una base militare. È il più grande e uno dei soli due insediamenti civili in Antartide (l'altro è la base Esperanza dell'Argentina). Durante l'inverno, il villaggio conta a malapena 80 abitanti, che aumentano a 150 durante il periodo estivo.

## Storia

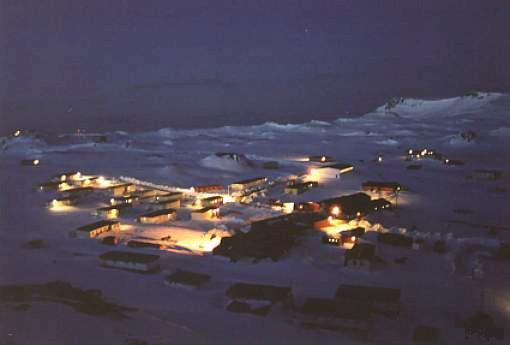
Villa Las Estrellas di notte

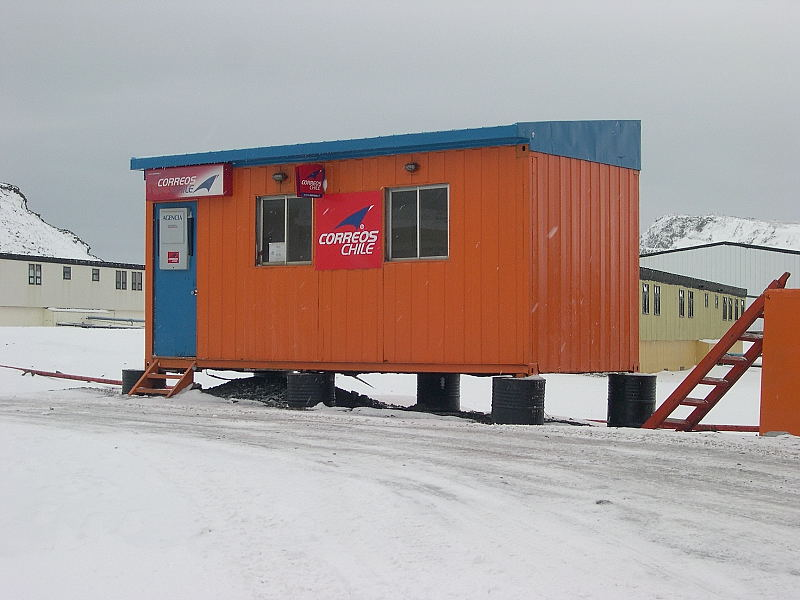
Ufficio delle poste cileno a Villa Las Estrellas

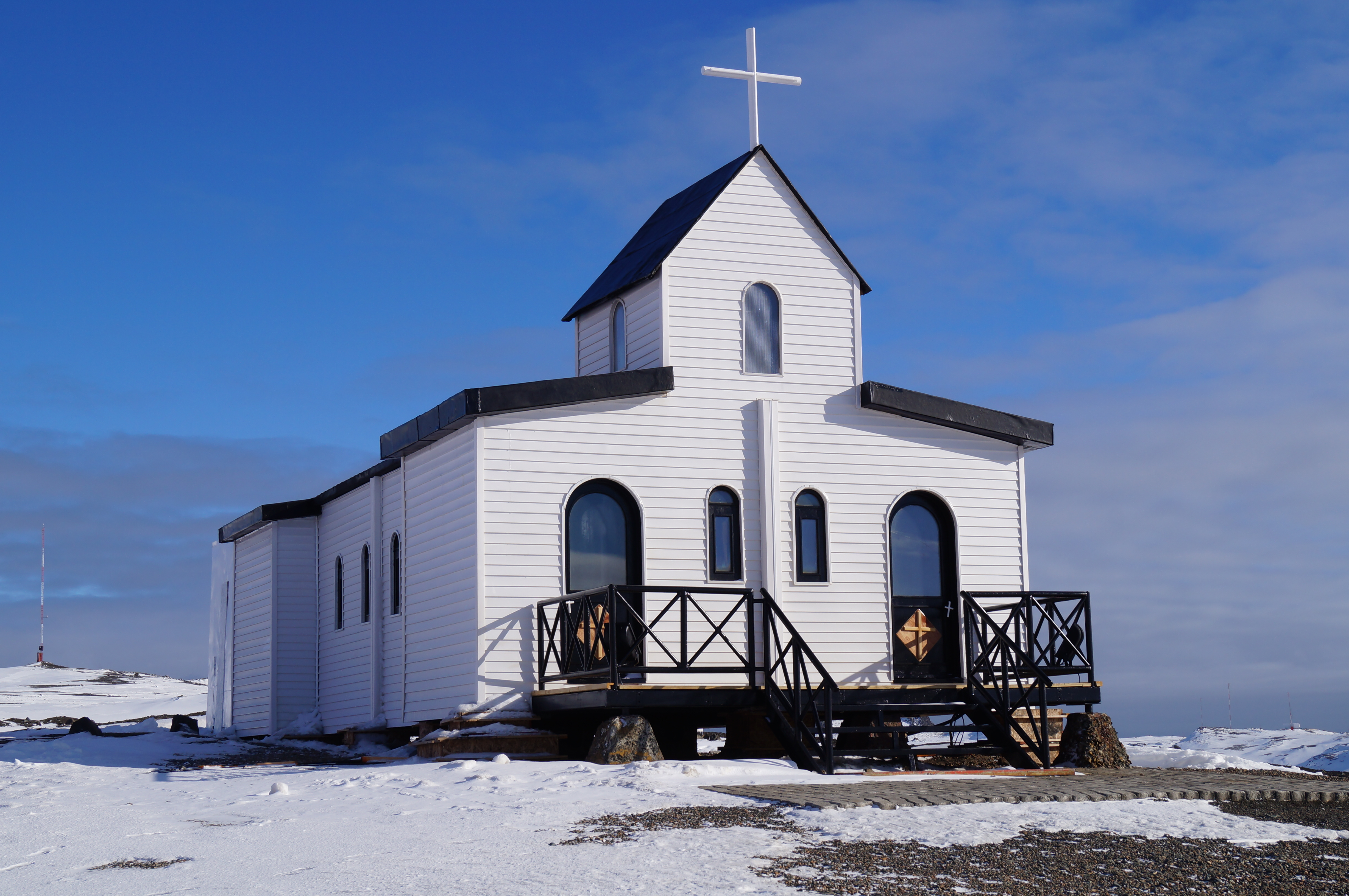
Cappella di St.Maria Regina della Pace

La città è stata fondata il 9 aprile 1984; tuttavia, il primo colono arrivò con un gruppo di 18 persone, il 15 febbraio 1984. La Villa Las Estrellas F-50 Antarctic School è stata inaugurata lo stesso giorno. Nel corso del tempo furono inaugurati uno stato civile, un ufficio postale, una banca, una biblioteca, una chiesa, un molo e un ospedale.
Juan Pablo Camacho è stato il primo cileno nato e concepito in territorio antartico. Ciò è avvenuto il 24 novembre 1984 in una cerimonia al "Palazzo La Moneda", quando il dittatore Pinochet premiò il neonato con un'assicurazione sulla vita e un sostegno finanziario per i suoi studi.

## Governo
L'Ufficio del Registro Civile e del Servizio di Identificazione del Cile funge da ufficio ufficiale del registro con tutte le responsabilità inerenti a questa posizione.
C'è un ufficio postale di Correos de Chile gestito in estate da un impiegato postale e dal comando della base in inverno. L'ufficio riceve tutta la posta da Punta Arenas ed è il deposito postale e la stazione di ritrasmissione per tutta la posta indirizzata a qualsiasi installazione cilena in Antartide, oltre ad alcune altre strutture straniere. Da qui viene consegnato a mano, in aereo o in elicottero. L'ufficio postale è anche un'attrazione per i turisti e gli appassionati di filatelia che si recano in città per inviare cartoline e lettere con il timbro postale antartico.
Il comune si trova nel distretto censuario di Piloto Pardo. La gente di Villa Las Estrellas vive in una comunità che ha quattordici 90 m2 di case. 

## Istruzione
La scuola F-50 "Villa Las Estrellas", una scuola elementare di 1°-8° grado composta da due insegnanti che hanno il compito di fornire istruzione ai bambini della comunità, ha operato per 33 anni fino al 2018, durante i quali ha educato oltre 300 bambini. A partire dal 2014, c'erano 6 studenti. La biblioteca nº 291 ha una collezione di libri e riviste che sono disponibili su richiesta.